# Eduardo Alejandro Lago Correa
Eduardo Alejandro Lago Correa (Montevideo, 28 de juny de 1979) és un futbolista internacional uruguaià que juga al Rosenborg BK de Noruega. Va guanyar campionats amb el Club Atlético Peñarol i amb el BK Rosenborg, a més d'obtenir la tercera posició amb la selecció de futbol de l'Uruguai a la Copa Amèrica de futbol 2004.

## Palmarès

### Club
Club Atlético Peñarol
- Campió de l'Uruguai (1): 2003.

 Rosenborg BK
- Lliga noruega de futbol (2): 2009, 2010.[2]

### Internacional
Uruguai
- Copa Amèrica de futbol 2004: Tercera posició.